# 베이스볼 워너비
베이스볼 워너비(Baseball Wanna B)는 XTM에서 방송되는 야구 전문 프로그램으로, 프로 야구 시즌에만 방송된다.
방송 당일에 열렸던 프로 야구 경기들의 하이라이트 등을 주로 방송하고 있으며, 초반에는 인윤정, 조유영, 정순주, 김이선, 이솔지 아나운서의 집단 진행 체제로 시작되었다가 7월 하순부터 KBS N 스포츠에서 영입한 공서영 아나운서 단독 진행 체제로 전환되었다.

## 진행자 교체
2012시즌부터 프로야구 중계권을 따낸 XTM은 이에 맞추어 야구 하이라이트 프로그램을 런칭하게 되는데 이것이 현재의 베이스볼 워너비이다. 기존 CJ E&M 계열의 타 채널에서 활동하고 있던 이솔지를 비롯, 새로 채용한 다른 진행자들까지 합쳐 총 5명의 진행자들이 요일별로 2명씩 번갈아 나오는 진행을 통해 다른 채널들과의 차별화를 시도했다. 그러나 경험 미숙 등으로 인한 진행의 미흡함과 산만함이 야구 마니아들에게 지적되어 왔고 이는 프로그램 경쟁력에 발목을 잡는 치명적인 약점으로 남아 있었다.
XTM 측에서는 프로그램을 런칭한 지 3개월여가 지난 2012년 7월 하순부터 KBS N 스포츠 출신의 공서영 아나운서를 영입하여 프로그램 진행의 안정화를 꾀하였다. 기존에 있던 5명의 진행자는 전원 교체되었으며, 이 중 일부는 그날그날의 경기 후 인터뷰와 리포팅 등 현장 역할에 집중하고 있다.
2013년은 공서영 MC 외에 패널로 민훈기 기자와 장강훈 기자가 함께하며, 하이라이트 캐스터로 이승종, 신일, 김민구가 있다.
2014년은 공서영과 KBSN 출신의 최희의 공동 진행 체제로 개편되고 경기 전에는 프리뷰 형식의 프로를 정순주와 연상은이 돌아가면서 진행했다. 2015 시즌부터 XTM이 KBO 리그 중계 포기를 선언하게 되면서 시즌3를 마지막으로 역사속으로 사라진다.

## 역대 진행자

### 베이스볼 워너비
- 시즌1 - 인윤정, 조유영, 정순주, 김이선, 이솔지. (~2012년 전반기) , 공서영 (2012년 후반기 ~ )
- 시즌2 - 공서영단독 진행 (2013시즌 이후 초록뱀과 전속 계약 선언)
- 시즌3 - 공서영 (주말) , 최희 (주중)

### 워너비 투데이 매치업
- 시즌1 - 정순주, 연상은

## 같이 보기
- 아이 러브 베이스볼
- 베이스볼 S
- 베이스볼 투나잇
- 야구 읽어주는 남자
- 오늘의 야구
- 먼데이 나잇 베이스볼
- 주간야구
- 야시장
- 불야성
- 스포츠 타임 베이스볼
- 합의판정
- 랭킹 베이스볼
- 베이스볼 어워즈